# Isidre Sala i Ribera
Isidre Sala i Ribera (Bergús, El Bages, 3 de març de 1933 - Abancay, Perú, 26 de març de 2019), bisbe català, era bisbe emèrit d'Abancay i va ser bisbe titular de Cluentum (1986-92) i bisbe auxiliar (1986-90), coadjutor (1990-92) i diocesà (1992-2009) d'Abancay, diòcesi peruana.

## Biografia
Nascut a Bergús l'any 1933, va realitzar els seus estudis eclesiàstics al Seminari de Solsona i fou ordenat prevere el dia 20 de juliol de 1958 al Santuari de Lurdes de la Nou (El Berguedà). A la diòcesi de Solsona va servir pastoralment les parròquies de La Coromina (Cardona), Valldeperes (Navàs), Balsareny i Salipota (Súria).
El gener de 1969 va marxar de missioner al Perú a través de l'Obra de Cooperació Sacerdotal Hispanoamericana, on es va establir a la diòcesi d'Abancay convidat pel bisbe Enric Pèlach i Feliu. Va exercir de vicari parroquial de Chalhuanca i de director de Missions Populars. El 1975 fou nomenat rector de San Jerónimo on va prioritzar les visites missioneres als pobles, la formació de catequistes i va promoure l'ordenació de desenes de preveres. Durant aquella etapa, va col·laborar amb la fundació del monestir de Carmelites Descalces i la construcció de les cases de recés espiritual a San Jerónimo i de La Laguna a Pacucha. També va impulsar la construcció de l'asil per la gent gran, la casa parroquial i moltes esglésies dels pobles de la seva jurisdicció.
El papa Joan Pau II el va nomenar bisbe titular de Cluentum i auxiliar d'Abancay el 18 d'octubre de 1986 i va rebre la consagració episcopal el dia 14 de desembre del mateix any per part del bisbe Ignacio María de Orbegozo. El mateix papa el va designar bisbe coadjutor de la diòcesi el 7 d'abril de 1990 i va esdevenir el bisbe diocesà l'1 de desembre de 1992. Durant el seu episcopat va destacar per la seva tasca missionera amb visites assídues a les comunitats de la diòcesi, va suscitar múltiples vocacions sacerdotals, religioses i de fidels laics decidits a santificarse en mig del món. El 1998 va organitzar el II Congrés Eucarístic-Marià a Cocharcas per celebrar el IV centenari de l'arribada de la imatge de la Mare de Déu de Cocharcas i va aconseguir que la Santa Seu la declarés patrona de la diòcesi.
El 20 de juny de 2009 es va retirar, va adquirir la condició de bisbe emèrit i continuà col·laborant a la diòcesi d'Abancay. El 2010 va ser distingit per la Conferència Episcopal Peruana amb la Medalla d'Or de Sant Toribio de Mogrovejo com a reacció al treball fet per la Comissió de la Veritat i la Reconciliació, encarregada d'avaluar els efectes del terrorisme al Perú durant 20 anys, que assenyalava la diòcesi d'Abancay com una de les que suposadament no s'havien defensat els drets humans.
Va morir el dia 26 de març de 2019.